# Adrian Sălăgeanu
Adrian Ioan Sălăgeanu (* 9. April 1983 in Carei) ist ein rumänischer ehemaliger Fußballspieler.

## Karriere
Die Karriere von Sălăgeanu begann im Jahr 2001 bei Olimpia Satu Mare in der Divizia B. Im Laufe der Saison 2001/02 konnte er sich einen Stammplatz erkämpfen. Mit seiner Mannschaft spielte er in den folgenden Jahren um den Aufstieg in die Divizia A mit. Am Ende der Spielzeit 2003/04 platzierte er sich mit zwei Punkten Rückstand auf CFR Cluj auf dem dritten Platz seiner Staffel.
In der Winterpause 2004/05 holte der Erstligist Gloria Bistrița Sălăgeanu ins Oberhaus. Dort konnte er sich jedoch nicht durchsetzen und verließ den Klub im Sommer 2006 wieder in die Liga 2 zu CS Dacia Mioveni. Hier kam er in der Hinrunde nur auf sechs Einsätze und wechselte zu Someșul Satu Mare in die Liga III.
Zu Beginn des Jahres 2008 nahm der Erstligist Oțelul Galați Sălăgeanu unter Vertrag. Dieser Wechsel erwies sich als Glücksgriff. Er fand zu alter Stärke zurück und wurde Stammspieler. Nach einem achten Platz am Ende der Saison 2009/10 konnte er mit seiner Mannschaft in der Spielzeit 2010/11 unter Trainer Dorinel Munteanu die rumänische Meisterschaft gewinnen und sich dadurch für die Champions League qualifizieren. Im Sommer 2012 wechselte er zum Ligakonkurrenten FC Vaslui. Anfang 2014 wurde sein Vertrag in Vaslui aufgelöst und er war ein halbes Jahr ohne Verein, bevor ihn Aufsteiger ASA Târgu Mureș unter Vertrag nahm. Dort kam er in der Hinrunde 2014/15 nur auf zwei Einsätze. In der Winterpause kehrte er zu Olimpia Satu Mare zurück.
In Satu Mare kam er zunächst noch regelmäßig zum Einsatz. In der Saison 2015/16 wurde er fünfmal eingesetzt. Im Sommer 2016 verließ er den Klub und schloss sich dem SV Moosbach in der Kreisklasse Oberer Wald in Bayern an. Im Sommer 2017 kehrte er nach Rumänien zurück, wo ihn sein früherer Verein Oțelul Galați verpflichtete, der mittlerweile in der Liga III spielte.

### Nationalmannschaft
Im Februar 2011 berief Nationaltrainer Răzvan Lucescu Sălăgeanu erstmals in den Kader der rumänischen Nationalmannschaft für ein Turnier auf Zypern. Im Spiel gegen die Gastgeber bestritt er sein bisher einziges Länderspiel.

## Erfolge
- Rumänischer Meister: 2011